# 恩基鏈坑

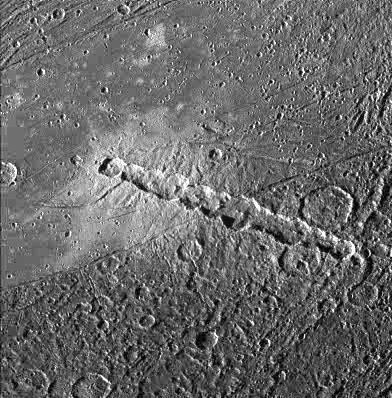
伽利略号探测器於1994年拍攝的恩基鏈坑

恩基鏈坑（Enki Catena）是位於木星衛星木衛三的一組鏈坑，總長161.3公里，中心座標38.8°N，13.6°W。該鏈坑以蘇美爾水神恩基命名。

## 概要
恩基鏈坑總共由13個撞擊坑組成，可能是太過接近木星，被木星重力撕裂成十三個碎塊後的彗星撞擊木衛三形成的。恩基鏈坑的位置跨越了明亮和黑暗區域的明顯邊界，而本條目圖像中心斜向橫跨的細槽是明顯的交界。在明亮區域的鏈坑周圍撞擊噴發物在外觀上相當明亮。即使所有撞擊坑幾乎都是同時形成的，在黑暗區域的撞擊噴發物仍然難以分辨。這可能是因為撞擊造成暗色物質和噴發物混合，因此和背景的黑暗區域難以分辨。